# Teorias sociobiológicas do estupro
Teorias sociobiológicas do estupro exploram como a adaptação evolutiva influencia a psicologia dos estupradores. Tais teorias são altamente controversas, pois as teorias tradicionais normalmente não consideram o estupro uma adaptação comportamental. Alguns se opõem a essas teorias por motivos éticos, religiosos, políticos ou científicos. Outros argumentam que o conhecimento correto das causas do estupro é necessário para a implementação de medidas preventivas eficazes.

## Uma História Natural do Estupro
A ideia de que o estupro evoluiu, em determinadas circunstâncias, como uma adaptação comportamental geneticamente vantajosa foi popularizada pelo biólogo Randy Thornhill e pelo antropólogo Craig T. Palmer em seu livro Uma História Natural do Estupro (2000).

## Sexo coercitivo animal
Comportamentos semelhantes ao estupro em humanos podem ser observados no reino animal, incluindo patos e gansos[carece de fontes?], golfinhos-nariz-de-garrafa, e chimpanzés. De fato, em Orangotango, parentes próximos dos humanos, tais cópulas constituem até metade dos acasalamentos observados. Tais "copulações forçadas" envolvem animais sendo abordados e sexualmente penetrados enquanto lutam ou tentam escapar. As observações de sexo forçado em animais não são controversas; o que é controverso é a interpretação dessas observações e a extensão das teorias baseadas nelas para os humanos. "Thornhill introduz essa teoria descrevendo o comportamento sexual das moscas-cascavel. Nelas, o macho pode obter relações sexuais com a fêmea seja apresentando um presente alimentar durante o cortejo ou sem oferta nupcial, caso em que ele a estupraria."

## Estupro humano
Thornhill e Palmer escrevem que "Em resumo, um homem pode ter muitos filhos, com pouco inconveniente para si mesmo; uma mulher pode ter apenas alguns, e com grande esforço." Assim, as fêmeas tendem à seletividade com os parceiros sexuais. O estupro poderia constituir uma estratégia reprodutiva para os homens. Eles apontam para diversos outros fatores que indicam que o estupro pode ser uma estratégia reprodutiva. A maioria dos estupros ocorre durante os anos de maior fertilidade. Os estupradores costumam usar apenas a força necessária para subjugar, argumenta-se, pois ferir fisicamente as vítimas prejudicaria a reprodução. Além disso, "Em muitas culturas o estupro é tratado como um crime contra o marido da vítima."
O antropólogo Edward H. Hagen afirma em seu FAQ de Psicologia Evolucionária (2002) que acredita não haver evidências claras para a hipótese de que o estupro seja adaptativo. Ele defende que a adaptatividade do estupro é possível, mas afirma que não há evidências suficientes para se ter certeza de um lado ou do outro. No entanto, ele incentiva a obtenção de tais evidências: "Se os homens humanos possuem adaptações psicológicas para o estupro, isso só será respondido por meio de estudos cuidadosos que busquem evidências de tais especializações cognitivas. Não buscar tais evidências é como deixar de procurar uma arma oculta em um suspeito." Ele também descreve algumas condições no ambiente ancestral durante as quais os ganhos reprodutivos do estupro podem ter superado os custos:
- Homens de alta posição podem ter sido capazes de coagir acasalamentos com pouco temor de retaliação.
- Mulheres de baixa posição (por exemplo, órfãs) podem ter sido particularmente vulneráveis a serem estupradas porque os homens não precisariam temer retaliações da família da mulher.
- Durante a guerra, estuprar mulheres inimigas pode ter tido poucas repercussões negativas.
- Homens de baixa posição, que provavelmente permaneceriam nessa condição e que tinham poucas oportunidades de investir em parentes, podem ter percebido benefícios reprodutivos que superavam os custos consideráveis (por exemplo, retaliação da família da mulher).[6]

McKibbin et al. (2008) argumentam que pode haver vários tipos diferentes de estupradores ou estratégias de estupro. Um deles é o estupro cometido por homens desfavorecidos que não conseguem obter sexo de outra forma. Outro é o dos "estupradores especializados", que se excitam sexualmente mais com o estupro do que com o sexo consensual. Um terceiro tipo são os estupradores oportunistas, que alternam entre sexo forçado e consensual dependendo das circunstâncias. Um quarto tipo são os estupradores psicopáticos. Um quinto tipo é o estupro por parceiro decorrente da competição de espermatozoides quando o homem suspeita ou sabe que a mulher teve relações sexuais com outro homem. Há diferentes graus de apoio empírico para a existência de cada um desses tipos. De forma mais geral, mencionam pesquisas que constataram que pelo menos um terço dos homens "admite que estupraria sob condições específicas" e que outras pesquisas apontam que muitos homens afirmam ter fantasias sexuais coercitivas. Eles, assim como outros, "propõem que o estupro é uma estratégia condicional que potencialmente pode ser empregada por qualquer homem."

### Defesas das mulheres
As mulheres podem ter desenvolvido diversas defesas e estratégias para evitar o estupro. Uma delas é a preferência por parceiros que atuem como protetores eficazes contra outros homens, como os homens fisicamente e socialmente dominantes (embora possam existir outras razões evolutivas para essa preferência). Outra é a intensa dor psicológica que, de acordo com algumas pesquisas, atinge seu pico durante os anos de fertilidade. Outros pesquisadores argumentaram que essa dor emocional pode fazer com que as mulheres se concentrem nas circunstâncias sociais que possibilitaram o estupro, com o intuito de prevenir futuros episódios.
Outras pesquisas constataram que, durante a fase fértil do ciclo menstrual, as mulheres exibem menos comportamentos que possam aumentar o risco de um ataque. Estudos também demonstraram que a sensibilidade a comportamentos potenciais de coerção por parte dos homens, bem como a força de preensão manual (mas somente em situações simuladas de coerção), aumentam durante a fase fértil do ciclo menstrual. Por outro lado, um estudo de 2003 constatou que a frequência de gravidez decorrente do estupro é significativamente maior do que a de gravidez em relações não coercitivas, e avançou a hipótese de que os estupradores masculinos direcionam desproporcionalmente suas ações para mulheres que apresentam indicações biológicas de fertilidade.

### Falácia naturalista
Thornhill e Palmer escrevem que "o estupro é visto como um fenômeno natural e biológico que resulta da herança evolutiva humana". Eles afirmam, ainda, que ao categorizar um comportamento como "natural" e "biológico" não pretendem, de forma alguma, implicar que o comportamento seja justificado ou mesmo inevitável. "Biológico" significa "relativo à vida", ou seja, o termo se aplica a todas as características e comportamentos humanos. Porém, inferir disso – como muitos críticos afirmam que Thornhill e Palmer fazem – que o que é biológico é de alguma forma correto ou bom, seria incorrer na chamada apelo à natureza. Eles comparam essa situação a "desastres naturais, como epidemias, enchentes e tornados". Isso demonstra que o que pode ser encontrado na natureza nem sempre é bom e que medidas devem e são adotadas contra fenômenos naturais. Argumentam, ainda, que um bom conhecimento das causas do estupro, inclusive as evolutivas, é necessário para desenvolver medidas preventivas eficazes.

### Prevenção do estupro
Thornhill e Palmer (2000) sugerem uma série de estratégias possíveis para prevenir o estupro. Um exemplo é explicar aos homens que eles podem ter predisposições para interpretar erroneamente o convite sexual da mulher. Defendem que enxergar o estupro como resultado de um desejo de dominação, e não relacionado ao desejo sexual, é geralmente prejudicial. Um exemplo citado é a afirmação de que a forma como as mulheres se vestem não afetará o risco de estupro. Argumentam que a maior liberdade social para encontros sem supervisão e a remoção de muitas barreiras entre homens e mulheres criaram um ambiente que também eliminou muitos dos controles sociais anteriores contra o estupro. Recomenda-se que "homens e mulheres interajam apenas em locais públicos durante os estágios iniciais de seus relacionamentos".

### Aconselhamento das vítimas
O aconselhamento de vítimas de estupro também pode ser aprimorado com considerações evolucionárias, segundo Thornhill e Palmer, que argumentam que a visão de que o estupro se deve a um desejo de dominação não explica à vítima por que o estuprador aparentava ter motivação sexual.
As considerações evolucionárias podem igualmente ajudar a explicar a dor emocional sentida, bem como sua manifestação. Elas podem auxiliar a vítima de estupro a compreender por que o parceiro da vítima pode interpretar o estupro como uma forma de infidelidade. Além disso, argumentam que o parceiro da vítima poderá ser beneficiado por tal compreensão, ficando mais apto a modificar sua reação.

## Críticas
Ver também
O livro de 2003 Evolution, Gender, and Rape, escrito em resposta a Uma História Natural do Estupro, compila as opiniões de vinte e oito estudiosos contrários às teorias sociobiológicas do estupro. Um dos colaboradores, Michael Kimmel, critica o argumento de Thornhill e Palmer de que as vítimas femininas de estupro tendem a ser mulheres jovens, sexualmente atraentes, em vez de crianças ou mulheres mais velhas, ao contrário do que se esperaria se os estupradores selecionassem as vítimas com base na incapacidade de resistir. Kimmel argumenta que as mulheres mais jovens são as menos propensas a se casarem e as mais propensas a sair para encontros, e, portanto, são as mais suscetíveis ao estupro devido à oportunidade decorrente da exposição social e do estado civil. Palmer e Thornhill responderam a esses críticos em um artigo na revista Psychologia Evolucionária.
Smith et al. (2001) criticaram a hipótese de Thornhill e Palmer de que uma predisposição para o estupro em determinadas circunstâncias seja uma adaptação psicológica evoluída. Desenvolveram um modelo matemático de custo/benefício para a aptidão e o preencheram com estimativas de certos parâmetros (algumas estimativas foram baseadas em estudos dos Aché no Paraguai). O modelo sugeria que, em geral, somente homens com valor reprodutivo futuro de um décimo ou menos do de um homem típico de 25 anos teriam uma relação custo/benefício líquida positiva ao cometer o estupro. Com base nesse modelo e nas estimativas dos parâmetros, sugeriram que isso tornaria improvável que o estupro proporcionasse benefícios líquidos de aptidão para a maioria dos homens.
Defendendo a teoria da psicologia evolucionária do estupro contra seus críticos mais veementes, Vandermassen (2010) apresenta uma crítica de alguns aspectos dessa visão. Ela caracteriza a posição de Thornhill e Palmer como "extrema" (p. 736), por não considerar a influência de motivações não sexuais no crime de estupro. Vandermassen também aponta dois problemas com os dados citados por Thornhill e Palmer acerca do trauma psicológico causado pela violência associada ao estupro: em primeiro lugar, os dados são apresentados de forma imprecisa e confusa no livro, muitas vezes obscurecendo o fato de que não sustentam a "hipótese contraintuitiva" de Thornhill e Palmer (p. 744) de que uma violência física maior durante o estupro está associada a uma dor psicológica menor; em segundo lugar, pesquisas mais recentes não conseguiram confirmar essa hipótese. Uma posição mais moderada, que integra as teorias da psicologia evolucionária e as perspectivas feministas sobre o estupro, é apresentada por Vandermassen, fundamentada em parte no trabalho da pesquisadora feminista evolucionária Barbara Smuts.
Hamilton (2008) criticou a definição de estupro de Thornhill e Palmer como a penetração vaginal coercitiva de mulheres em idade reprodutiva. Sugeriu que a exclusão do estupro de homens, do estupro de mulheres fora da faixa etária reprodutiva, do estupro com assassinato e de formas não vaginais de estupro praticamente garantia a confirmação da hipótese deles de que o estupro é uma estratégia reprodutiva evoluída e não um crime de violência. Hamilton argumentou que a psicologia evolucionária não explica o estupro porque, segundo seus próprios critérios, uma adaptação para estuprar crianças ou homens, ou para o estupro não vaginal, teria sido eliminada ao longo da evolução por não conferir vantagem reprodutiva aos nossos ancestrais.
O psicólogo evolucionário David Buss afirma que não há evidências conclusivas a favor ou contra o estupro como adaptação. Segundo ele, o estupro pode, na verdade, ser um subproduto não adaptativo de outros mecanismos evoluídos, como o desejo por variedade sexual e por relações sem investimento, a sensibilidade a oportunidades sexuais e uma capacidade geral para a agressividade física.